# Pau Ribas
Pau Ribas Tossas (* 2. März 1987 in Barcelona) ist ein ehemaliger spanischer Basketballspieler.

## Werdegang
Ribas, der im Nachwuchs von Joventut de Badalona ausgebildet wurde, erhielt in der Saison 2005/06 erste Einsätze in Badalonas Profimannschaft in der Liga ACB, vor allem aber per Ausleihe beim unterklassigen CB Prat. Im Endspiel des europäischen Vereinswettbewerbs FIBA Eurocup im April 2006, das er mit Badalona gewann, erzielte Ribas vier Punkte. Ab 2007 war er ausschließlich Mitglied von Badalonas ACB-Aufgebot, damals unter der Leitung von Cheftrainer Aíto García Reneses. 2008 gewann er mit der Mannschaft den spanischen Königspokal und 2008 den Europapokalwettbewerb ULEB-Cup (Ribas erzielte zwei Punkte im Endspiel).
Während seiner Zeit bei Caja Laboral (2009 bis 2012) wurde Ribas mit der Mannschaft 2010 spanischer Meister. Mit Valencia errang er 2014 den Sieg im europäischen Vereinswettbewerb Eurocup: Im ersten Endspiel kam er auf 14 und im zweiten auf zwei Punkte. Mit dem FC Barcelona gewann er 2018 und 2019 den spanischen Königspokal. 2020 kehrte Ribas nach Badalona zurück. Er war Kapitän der Mannschaft. Im Mai 2025 gab er das Ende seiner Spielerlaufbahn bekannt.

### Nationalmannschaft
Mit Spaniens Nationalmannschaft wurde Ribas 2015 Europa- und 2019 Weltmeister.